# Primera División 1973 (Chili)
In 1973 werd het 41ste seizoen gespeeld van de Primera División, de hoogste voetbalklasse van Chili. Unión Española werd kampioen.  

## Eindstand
| Plaats | Club                  | Wed. | W  | G  | V  | Saldo | Ptn. |
| ------ | --------------------- | ---- | -- | -- | -- | ----- | ---- |
| 1      | Unión Española        | 34   | 22 | 11 | 1  | 72:35 | 55   |
| 2      | Colo-Colo             | 34   | 18 | 11 | 5  | 63:44 | 47   |
| 3      | Huachipato            | 34   | 17 | 9  | 8  | 52:28 | 43   |
| 4      | O'Higgins             | 34   | 14 | 15 | 5  | 50:33 | 43   |
| 5      | Deportes Concepción   | 34   | 14 | 9  | 11 | 49:35 | 37   |
| 6      | Magallanes            | 34   | 12 | 13 | 9  | 51:44 | 37   |
| 7      | Green Cross-Temuco    | 34   | 15 | 7  | 12 | 47:45 | 37   |
| 8      | Deportes La Serena    | 34   | 13 | 10 | 11 | 43:33 | 36   |
| 9      | Antofagasta Portuario | 34   | 12 | 10 | 12 | 47:36 | 34   |
| 10     | Unión La Calera       | 34   | 14 | 6  | 14 | 38:46 | 34   |
| 11     | Rangers               | 34   | 11 | 7  | 16 | 51:57 | 29   |
| 12     | Santiago Wanderers    | 34   | 10 | 9  | 15 | 50:61 | 29   |
| 13     | Universidad de Chile  | 34   | 10 | 8  | 16 | 54:64 | 28   |
| 14     | Lota Schwager         | 34   | 8  | 11 | 15 | 34:41 | 27   |
| 15     | Palestino (P)         | 34   | 8  | 10 | 16 | 37:58 | 26   |
| 16     | Naval                 | 34   | 7  | 11 | 16 | 30:53 | 25   |
| 17     | Unión San Felipe      | 34   | 10 | 4  | 20 | 45:72 | 24   |
| 18     | Universidad Católica  | 34   | 5  | 11 | 18 | 43:62 | 21   |

|     | Kampioen, gekwalificeerd voor Copa Libertadores 1974 |
|     | Gekwalificeerd voor Copa Libertadores 1974           |
|     | Degradatie                                           |
| (P) | Promovendus                                          |

## Topschutters
| Speler           | Speler          | Goals | Club             |
| ---------------- | --------------- | ----- | ---------------- |
| Bandera de Chile | Guillermo Yávar | 21    | Unión Española   |
| Bandera de Chile | Manuel García   | 19    | Rangers de Talca |